# Villa Claude-Monet
La villa Claude-Monet est une voie du 19e arrondissement de Paris, en France.

## Situation et accès
La villa Claude-Monet est une voie publique située dans le 19e arrondissement de Paris. Elle débute au 19-23, rue Miguel-Hidalgo et se termine au 7-12, rue François-Pinton. Elle fait partie du quartier de la Mouzaïa.
Elle est desservie par la ligne de métro 7 bis à la station Danube.

## Origine du nom
Elle porte le nom du peintre et dessinateur français Claude Monet (1840-1926). 

## Historique
Cette voie est ouverte sous sa dénomination actuelle en 1928, dans un lotissement appartenant à M. Leblanc.
Elle est classée dans la voirie de Paris par un arrêté municipal du 21 mai 1990.